# Marcipa nigropunctifera
Marcipa nigropunctifera là một loài bướm đêm trong họ Erebidae.